# Bruno van Keulen
Bruno van Keulen (Keulen, ca. 1032 - Serra San Bruno, 1101) is een Duitse heilige. Hij gaf ongeveer twintig jaar les aan de beroemde kathedraalschool van Reims. Onder zijn leerlingen was de latere paus Urbanus II. Hij was in 1080 in beeld als mogelijke aartsbisschop van Reims, maar hij trok hij zich terug in het klooster van Robert van Molesme, de stichter van de cisterciënzers. Hugo van Grenoble schonk hem in 1084 een onherbergzaam stuk land in de Franse Alpen, "Grande Chartreuse", om als kluizenaar te gaan leven met zes metgezellen. Hier ontstond het moederklooster waarnaar de orde der kartuizers genoemd is.
In 1090 werd Bruno door paus Urbanus II als adviseur naar Rome geroepen, waar hij in de ruïnes van de Thermen van Diocletianus leefde. Daarna leefde hij nog in het kartuizerklooster Santa Maria degli Angeli. Later vertrok hij naar Squillace in Calabrië, waar hij in 1101 stierf.
Hij is in 1623 heilig verklaard, maar zijn cultus werd al in 1514 toegestaan voor kartuizerkloosters. Zijn naamdag is op 6 oktober. De kloosters die onder zijn naam werden gesticht, zijn niet talrijk, maar worden alom bewonderd om hun vasthoudendheid aan leer en observantie. De monniken dragen een wit habijt met een scapulier dat afwijkt van de meeste andere doordat het aan beide zijden met een brede strook stof verbonden is (zie afbeelding). Kartuizers dragen geen kovel.
- Bibsys: 90680190
- Bibliothèque nationale de France: cb12504239v (data)
- Catàleg d'autoritats de noms i títols de Catalunya: 981058521804406706
- Gemeinsame Normdatei: 118674838
- International Standard Name Identifier: 0000 0003 8947 5485
- Library of Congress Control Number: n80145607
- Nationale Bibliotheek van Tsjechië: skuk0001875
- Nationale Bibliotheek van Israël: 987007595418205171
- Nationale Bibliotheek van Polen: a0000001253270
- Nederlandse Thesaurus van Auteursnamen: 070355479
- Istituto Centrale per il Catalogo Unico: BVEV021159
- LIBRIS: 311885
- SNAC: w67p92ws
- Système universitaire de documentation: 027499537
- Virtual International Authority File: 282832607
- WorldCat: E39PCjGyyF7cV4yMhXgPkbrRmm